# Sempu (Andong)
Sempu is een bestuurslaag in het regentschap Boyolali van de provincie Midden-Java, Indonesië. Sempu telt 6637 inwoners (volkstelling 2010).